# Steryo
Steryo (bürgerlich Cem Özkan), auch bekannt als Steryo C.E.M., C.E.M., Steryo Cem und früher Mista Hi-Jam, ist ein in Frankfurt am Main geborener türkeistämmiger deutscher Rapper, Musikproduzent und Radiomoderator. Er hat sich einen Namen in der deutschen und türkischen Hip-Hop-Szene gemacht und war 2001 Teil der Turkish Hip Hop Movement Tour.

## Biografie
Steryo wurde in Frankfurt am Main geboren und wuchs dort auf. Schon in den 1990er Jahren kam er mit der aufkommenden Hip-Hop-Szene in Deutschland in Kontakt. Seine Rap-Karriere begann in den frühen 1990er Jahren unter dem Namen Mista Hi-Jam, als er in Jugendzentren und Underground-Jams auftrat. In dieser Zeit rappte er auf Englisch, Deutsch und Türkisch und gründete mit seinem damaligen Partner Cool-S die Rap-Gruppe Con-Fusion. Diese Gruppe diente als Plattform für seine ersten Schritte als Rapper. Er war auch an dem internationalen Projekt Le Fonque Connection beteiligt, das Rapper aus Frankfurt und Paris zusammenbrachte. 1997 nahm er am Word Up Hip-Hop Contest in Frankfurt teil, was seinen frühen Einfluss in der Szene unterstrich. Im selben Jahr trennte sich Steryo von Cool-S und beendete die Zusammenarbeit mit Con-Fusion, um sich auf eine Solokarriere zu konzentrieren.
In dieser Phase nahm er den Künstlernamen Steryo C.E.M. an und begann mit seinen ersten professionellen Soloaufnahmen. Diese fanden vermutlich 1997 oder 1998 in den Piemont-Studios in Heidelberg, die Teil von 360 Grad waren, statt, wie Boulevard Bou in den Ein- und Ausspielungen von „Im Lauf Gegen Die Zeit“ erwähnt. Später erschienen die Tracks „Im Lauf Gegen Die Zeit“ und „Anahtar“ auf verschiedenen Compilations und markierten seinen Einstieg in die professionelle Musikszene. Er arbeitete eng mit dem Frankfurter Label Looptown Records zusammen, das von DJ Mahmut und Murat G. gegründet wurde. 1997 war er auf dem Album „Garip Dünya“ von DJ Mahmut und Murat G. mit dem Track „Sevgi Dolu Günler (Step Into The Funk Remix)“ vertreten.
2010 veröffentlichte Steryo über M-Power Records die Reggae-Single „Der Blaumach-Song“, die auch auf der beiliegenden CD des Magazins „Riddim“ (Ausgabe 51, September/Oktober 2010) erschien und digital über Plattformen wie Amazon verfügbar war. Mit dieser Single legte er den Namen Steryo C.E.M. ab und tritt seither nur noch als Steryo auf. 2011 erschien „Der Blaumach-Song“ erneut auf der Compilation „Elite Music Vol. 1“, an der er als Rapper und Produzent beteiligt war.

## Karriere

### Anfänge und türkischer Hip-Hop
Steryo trat erstmals 1997 auf dem Album „Garip Dünya“ von DJ Mahmut und Murat G. mit dem Track „Sevgi Dolu Günler (Step Into The Funk Remix)“ in Erscheinung. In den folgenden Jahren war er als Rapper und Produzent an verschiedenen Alben und Mixtapes auf Türkisch und Deutsch beteiligt. 2001 nahm er an der Turkish Hip Hop Movement Tour teil, die als ein bedeutender Schritt in der Entwicklung des türkischen Rap in Europa galt und durch Hip-Hop-Jams in mehreren deutschen Städten Bekanntheit erlangte. Das Magazin Juice dokumentierte die türkische Rap-Szene und veröffentlichte 2001 in seiner Juni-Ausgabe ein Interview mit Steryo.

### Übergang und deutsche Veröffentlichungen
2010 veröffentlichte Steryo die Reggae-Single „Der Blaumach-Song“ über M-Power Records. 2011 erschien sie erneut auf der Compilation „Elite Music Vol. 1“.

### Spätere Werke
2016 war Steryo auf dem Album „Chapkamatik Raki'n'Roll“ von Besidos mit dem Track „Corba Parasi“ zu hören. 2018 veröffentlichte er über Sektor West (ein Imprint von Sony Music) die Single „Tropical Life“ und das EP „Neu für Dich“. 2019 war er auf „Senza Frontierra“ vom Album „Helsinki“ von Besidos vertreten. Seit 2023 veröffentlichte er unabhängig, beginnend mit der Single „Say Say Say Say“.

### Radio-Programme
Seit 2001 moderiert Steryo bei Radio X in Frankfurt die Sendung „TRAP RADIO“, die sich auf türkischen Rap konzentriert. Seit 2024 moderiert er dort auch die urban-fokussierte Sendung „Ich küss dein Rap“.

## Diskografie

### Features, Singles und EPs
- 1997: „Sevgi Dolu Günler (Step Into The Funk Remix)“ (Feature auf Garip Dünya von DJ Mahmut & Murat G., Looptown Records / EFA)[3]
- 2010: Der Blaumach-Song (Single, M-Power Records)[4]
- 2018: Tropical Life (Single, Sektor West / Sony Music)[15]
- 2018: Neu für Dich (EP, Sektor West / Sony Music)[16]
- 2019: W.o.W. (Single, Sektor West / Sony Music)[17]
- 2019: Feuermal (Single, Sektor West / Sony Music)[18]
- 2023: Say Say Say Say (Single, Eigenveröffentlichung)[19]

### Features, Compilation-Beiträge und Produktionen
- 1999: Anahtar (auf Turkish Rap Mixtape, Compilation, FFMC's Presents DJ Mahmut, geschrieben, produziert und gerappt, als Steryo C.E.M./C.E.M.)[20]
- 1999: Shout (auf Türkçe Hip Hop Mixtape, Compilation, Boulevard Bou, als Rapper, als Steryo C.E.M./C.E.M.)[21]
- 2000: Freestyle (auf Turkish Rap Mix2, Compilation, DJ Mahmut Presents Various, als Steryo C.E.M./C.E.M.)[22]
- 2000: Heimatfront (auf Wir Kicken Shit Straight From The Heart, Compilation, FFMC's, geschrieben, produziert und gerappt, als Steryo C.E.M./C.E.M.)[23]
- 2000: Im Lauf Gegen Die Zeit und Anahtar (auf Who’s Burnin, Compilation, Various, geschrieben, produziert und gerappt, als Steryo C.E.M./C.E.M., „Anahtar“ als Wiederveröffentlichung)[24]
- 2001: Ilhan-i Rap (auf Sus, Album, Yener, als Rapper und Produzent, als Steryo C.E.M./C.E.M.)[25]
- 2002: Rap'e Seyahat (auf Kingztstanbul, Album, Makale, als Feature, als Steryo C.E.M.)[26]
- 2002: Stimme Des Ghettos und Und Wir Gehen Tiefer Mixtape No. 2 (auf Und Wir Gehen Tiefer Mixtape No. 2, Compilation, FFMC's, geschrieben, produziert und gerappt, als Steryo C.E.M./C.E.M.)[27]
- 2004: Fantom (auf Siddet ve Funky, Album, Cash Flow, als Feature-Rapper, als Steryo C.E.M./C.E.M.)[28]
- 2005: Biz Siz (auf Tamam, Album, Makale, als Feature, als Steryo C.E.M.)[29]
- 2005: Wo Ist Deutschlandsmeistgesuchter? RMX (auf FFM Connection, Compilation, Various, als Remixer, als Steryo C.E.M./C.E.M.)[30]
- 2008: Casusteryo (auf Şizofren, Album, Makale, als Feature, als Steryo C.E.M./C.E.M.)[31]
- 2008: Uçuk MC Show (auf 34FFM, Compilation, Statik, DJ Mahmut & Turbo, als Rap-Feature, als Steryo Cem)[32]
- 2011: Die Elite, Der Blaumach-Song und Original (auf Elite Music Vol. 1, Label-Sampler, Elite Music / Intergroove, als Rapper und Produzent, als Steryo)[33]
- 2011: F-Main Symphonie, Halbzeit und Real Rolla (auf Elite Music Vol. 1, Label-Sampler, Elite Music / Intergroove, als Produzent, als Steryo)[33]
- 2016: Corba Parasi (Feature auf Chapkamatik Raki'n'Roll von Besidos, als Rapper, als Steryo)[34]
- 2019: Senza Frontierra (Feature auf Helsinki von Besidos, als Rapper, als Steryo)[35]